# Matis Perchaud
Pas d'image ? Cliquez ici

a Compétitions nationales et continentales officielles uniquement.

b Matchs officiels uniquement.
Dernière mise à jour le 16 mai 2025.
Matis Perchaud, né le 17 septembre 2002, est un joueur français de rugby à XV évoluant au poste de pilier gauche à l'Union Bordeaux Bègles.

## Biographie

### Jeunesse et formation
Matis Perchaud est originaire de Mouguerre dans les Pyrénées-Atlantiques et de Mugron, dans les Landes.
Il découvre le rugby à XV au sein de l'Union sportive Mouguerre de 2008 à 2017 puis rejoint ensuite l'Aviron bayonnais à partir de 2017.
Durant sa jeunesse, il joue au poste de deuxième ligne avant d'être déplacé au poste de pilier gauche durant ses années à l'Aviron bayonnais.
En novembre 2020, il intègre le Pôle France pour la saison 2020-2021.

### Débuts à l'Aviron bayonnais (2020-2024)
Matis Perchaud est intégré au groupe professionnel de l'Aviron bayonnais dès 2020 où il dispute ses premières rencontres professionnelles lors de la saison 2020-2021. Lors d'un déplacement contre le Lyon olympique universitaire, il est inscrit sur la feuille de match en tant que remplaçant pour la cinquième journée du Top 14, il remplace son coéquipier Swan Cormenier en deuxième période pour disputer ses premières minutes professionnelles alors qu'il n'est âgé que de dix-huit ans depuis seulement un mois,. Deux mois plus tard, il fait ses débuts en Challenge européen face aux Zebre. En février 2021, il est titularisé pour la première fois de sa jeune carrière à l'occasion de la seizième journée du Top 14 face au CA Brive à domicile. Au mois de mars, il prolonge son contrat avec son club formateur jusqu'en 2024. Pour sa première saison professionnelle, il prend part à onze rencontres dont une en tant que titulaire, néanmoins son club perd le barrage d'accession au championnat de France, auquel il ne participe pas, face au club rival du Biarritz olympique et descend donc en Pro D2 pour la saison suivante.
La saison suivante, il fait donc ses débuts en Pro D2 dès la première journée face à Agen où il est retenu sur le banc et fait son entrée en remplacement de son coéquipier blessé, Ugo Boniface, au bout de dix minutes,. Avec la blessure de ce dernier, il en profite donc pour grappiller du temps de jeu puis intègre la rotation de l'effectif tout au long de la saison où il est également en concurrence avec Swan Cormenier. À la suite de ses bonnes performances, il est retenu par l'équipe de France des moins de 20 ans pour préparer le Tournoi des Six Nations des moins de 20 ans 2022. Titulaire lors de la première journée contre l'Italie, il réalise une très bonne prestation et est élu homme du match. Il est également titularisé lors de la journée suivante contre l'Irlande, puis contre l'Écosse où il est de nouveau l'auteur d'une bonne performance,. Néanmoins, il est placé sur le banc des remplaçants pour la quatrième rencontre face aux Gallois, avant de retrouver une place de titulaire pour la dernière journée contre l'Angleterre où il est de nouveau nommé homme du match,. Il participe donc au bon parcours des Bleuets qui terminent à la seconde place de la compétition avec quatre victoires et une défaite. En fin de saison, l'Aviron bayonnais remporte la finale de Pro D2 face au Stade montois, match où il est remplaçant, et retourne donc en Top 14 au bout d'une saison. Cette saison, il prend part à vingt-deux rencontres dont six en tant que titulaire. Au mois de juin, il est récompensé de ses bonnes prestations durant la saison en étant sélectionné par le XV de France, en compagnie de son coéquipier Rémy Baget, pour participer à la tournée estivale contre le Japon. Néanmoins, il ne dispute aucune rencontre.
En début de saison 2022-2023, il prolonge son contrat avec l'Aviron bayonnais jusqu'en 2026. Durant la première partie de saison de Top 14, il dispute neuf des treize premières journées du championnat, dont cinq en tant que titulaire, néanmoins il est freiné dans sa progression par une blessure au doigt, fin novembre, qui lui fait rater deux mois de compétition. Fin janvier, il fait son retour sur les terrains à l'occasion de la seizième journée face au CA Brive où il entre en jeu en fin de rencontre et inscrit son premier essai en professionnel, permettant à son club de décrocher son premier bonus offensif de la saison par la même occasion en s'imposant 37 à 9. Cette saison-là, il participe à la bonne saison de son club formateur qui se qualifie pour la première fois de son histoire en Champions Cup en disputant dix-sept rencontres dont sept en tant que titulaire,.
Lors de la pré-saison, il subit une fracture de fatigue et manque les cinq premières journées de la saison 2023-2024 de Top 14, il est titularisé lors de la sixième rencontre de la saison à l'extérieur contre le Stade rochelais. Par la suite, il enchaîne les matchs, notamment en raison des blessures de Swan Cormenier et Quentin Béthune, mais aussi il est annoncé que l'Union Bordeaux Bègles où son ancien entraîneur Yannick Bru, qui l'avait lancé en professionnel, exerce depuis l'été 2023 est intéressé par son profil et souhaite le recruter. Cependant, Matis Perchaud est lié au club basque jusqu'en 2026 et les Girondins doivent racheter le contrat de ce dernier pour la somme de 500000 euros s'ils veulent le faire venir,. Le 5 décembre, son futur transfert à l'UBB est finalement officialisé pour la saison prochaine, et ce pour un contrat de trois ans. Quelques jours plus tard, il dispute son premier match de Champions Cup, ainsi que le premier de l'histoire de son club également, il est titulaire lors du match nul historique obtenu sur la pelouse du Munster,. En janvier, avec son club ils remportent leur premier match de Champions Cup en battant les Exeter Chiefs, match où il est titulaire. Lors de cette demi-saison, il est devenu le titulaire à son poste de pilier gauche et compte huit titularisations en douze matchs disputés. Lors de la deuxième partie de saison, il garde ce statut de titulaire et continue sa progression,. De ce fait, il annonce son ambition de jouer avec le XV de France. Pour le dernier match de la saison, ainsi que son dernier match avec l'Aviron bayonnais, il est titularisé contre le Castres olympique. Au total, il est titularisé dix-sept fois en vingt-cinq matchs pour sa dernière saison au Pays basque.
Au mois de juin 2024, il est retenu en équipe de France dans une liste de trente-deux joueurs pour préparer la tournée d'été en Argentine. Cette liste est marquée par l'absence des cadres habituels et la présence de nombreux joueurs sans sélections. Toutefois, il n'est pas retenu dans la liste finale et ne participe donc pas à cette tournée.

### Départ à l'Union Bordeaux Bègles (depuis 2024)
À l'issue de la saison 2023-2024, Matis Perchaud quitte l'Aviron bayonnais et rejoint l'Union Bordeaux Bègles, où il remplace notamment Lekso Kaulashvili, parti à la Section paloise. Lors de la deuxième journée de Top 14, il fait ses débuts avec son nouveau club en étant titularisé lors d'un déplacement au Lyon OU.

## Statistiques

### En club
| Saison                      | Club                        | Championnat | Championnat | Championnat | Compétitions de l'EPCR | Compétitions de l'EPCR | Compétitions de l'EPCR |
| Saison                      | Club                        | Compétition | Matchs      | Essais      | Compétition            | Matchs                 | Essais                 |
| --------------------------- | --------------------------- | ----------- | ----------- | ----------- | ---------------------- | ---------------------- | ---------------------- |
| 2020-2021                   | Aviron bayonnais            | Top 14      | 9           | 0           | Challenge européen     | 2                      | 0                      |
| 2021-2022                   | Aviron bayonnais            | Pro D2      | 22          | 0           | Pas de qualification   | Pas de qualification   | Pas de qualification   |
| 2022-2023                   | Aviron bayonnais            | Top 14      | 17          | 1           | Challenge Cup          | 0                      | 0                      |
| 2023-2024                   | Aviron bayonnais            | Top 14      | 21          | -           | Champions Cup          | 4                      | -                      |
| Total Aviron bayonnais      | Total Aviron bayonnais      | Top 14      | 47          | 1           | Compétitions EPCR      | 6                      | 0                      |
| Total Aviron bayonnais      | Total Aviron bayonnais      | Pro D2      | 22          | 0           | Compétitions EPCR      | 6                      | 0                      |
| 2024-2025                   | Union Bordeaux Bègles       | Top 14      | 9           | 1           | Champions Cup          | 3                      | 0                      |
| Total Union Bordeaux Bègles | Total Union Bordeaux Bègles | Top 14      | 9           | 1           | Compétitions EPCR      | 3                      | 0                      |

### En sélection nationale
Matis Perchaud dispute cinq matchs avec l'équipe de France des moins de 20 ans, prenant part à une édition du Tournoi des Six Nations en 2022. Il n'inscrit pas de points.

## Palmarès
- Vainqueur de la Pro D2 en 2022 avec l'Aviron bayonnais.
- Finaliste du Championnat de France en 2025 avec l'Union Bordeaux Bègles.